# أغاجيلدي ماميتجيلديو
أغاجيلدي ماميتجيلدييف (بالروسية: Агагельды Мамметгельдыев)، من مواليد 1944، هو عسكري تركمانستاني، عمل منصب وزير الدفاع من سنة 2003 لسنة 2009.